# Senat für Landwirtschaftssachen des Bundesgerichtshofs
Der Senat für Landwirtschaftssachen ist ein Spezialsenat des Bundesgerichtshofs in Karlsruhe.

## Errichtung
Der Senat wurde im Jahr 1984 errichtet. Zuvor war seit der Gründung des Bundesgerichtshofs der V. Zivilsenats für Landwirtschaftssachen zuständig gewesen; dieser entschied bis zur Einrichtung des Spezialsenats unter dem Rubrum V. Zivilsenat als Senat für Landwirtschaftssachen.

## Zuständigkeit
Die Zuständigkeit des Senats erfasst kraft Gesetzes für die Sachen, die im Gesetz über das gerichtliche Verfahren in Landwirtschaftssachen (LwVG) dem Bundesgerichtshof zugewiesen sind, mit Ausnahme der Entscheidungen nach § 7 Abs. 2 LwVfG (Amtsenthebung eines ehrenamtlichen Richters beim BGH), für die kraft Gesetzes die Zuständigkeit des I. Zivilsenats begründet ist.

## Ehrenamtliche Richter
Anders als bei den Strafsenaten und den regulären Zivilsenaten des Bundesgerichtshofs wirken im Senat für Landwirtschaftssachen auch ehrenamtliche Richter als Beisitzer mit. Sie werden vom Präsidenten des Bundesgerichtshofes auf Grund einer Vorschlagsliste berufen werden, die vom Zentralausschuss der deutschen Landwirtschaft aufgestellt wird (§ 4 Abs. 6 LwVfG).

## Besetzung
Vorsitzende des Senats ist Christina Stresemann (zugleich Vorsitzende des V. Zivilsenats).
Berufsrichterliche Beisitzer sind Stand 2. Oktober 2019 die Richterin Bettina Brückner und der Richter Alfred Göbel, die beide auch dem V. Zivilsenat angehören, deren Vertreter sind der Richter Norbert Kazele und die Richterin Alexandra Haberkamp, beide ebenfalls aus dem V. Zivilsenat.
Die ehrenamtlichen Beisitzer sind durchwegs Angehörige landwirtschaftlicher Berufe. Berufen sind Landwirt Obster, Landwirt Denke-Jöhrens, Herr Wichert, Landwirt Velder, Herr Bilke, Landwirt Stapelfeldt, Diplomlandwirt Karle und Landwirt Kees.